# 죈죄시구

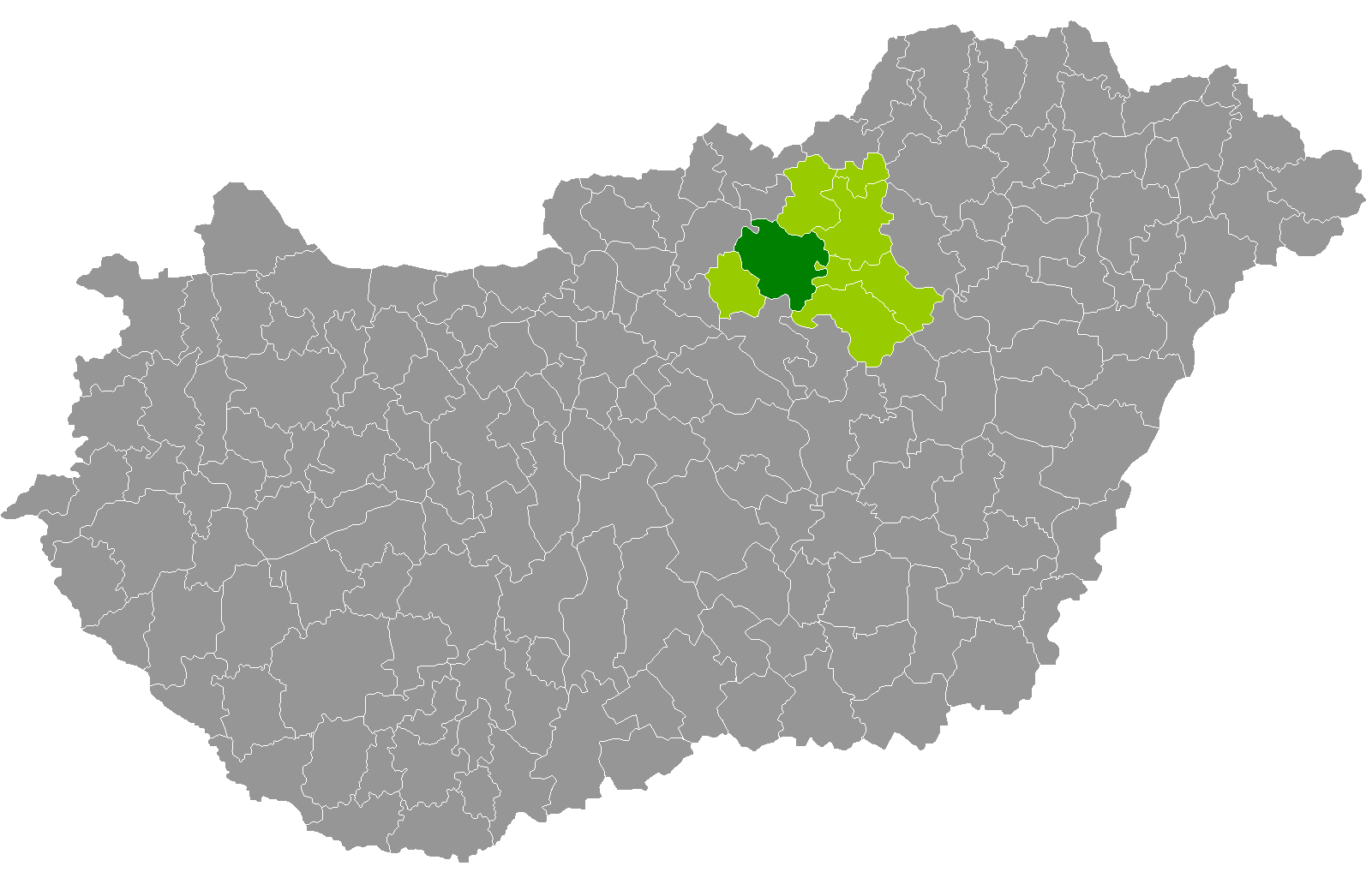
헤베시주 지도에 표시된 죈죄시구의 위치

죈죄시구(헝가리어: Gyöngyösi járás)는 헝가리 헤베시주에 위치한 구로 구청 소재지는 죈죄시이며 면적은 750.78km2, 인구는 73,834명(2011년 기준), 인구 밀도는 98명/km2이다.
북쪽으로는 페테르바샤러구, 노그라드주 바토니테레네구, 동쪽으로는 에게르구, 퓌제셔보니구, 헤베시구, 남쪽으로는 야스너지쿤솔노크주 야스베레니구, 서쪽으로는 허트번구, 노그라드주 파스토구와 접한다. 24개 지방 자치체(2개 시, 22개 마을)를 관할한다.

구 문장